# Edward Witten
Edward Witten (Baltimore, 26 de agosto de 1951) es un físico y matemático estadounidense. Ha desarrollado la mayor parte de su labor científica en el Instituto de Estudios Avanzados de Princeton. Se le deben grandes contribuciones a la física teórica de las partículas elementales, la teoría de cuerdas y a la teoría cuántica de campos (en especial, en la cromodinámica cuántica).

## Biografía
Nació en Baltimore, Maryland. Hijo de Louis Witten, físico que se especializó en la gravitación y la relatividad general, y Lorena W. Witten. Se licenció en historia con una diplomatura en lingüística en la universidad de Brandeis. Witten se planteó ser un periodista político, y publicó artículos en The New Republic y The Nation. Trabajó brevemente para la campaña presidencial de George McGovern, y después volvió a los estudios. Se doctoró en física por la Universidad de Princeton en 1976 bajo la supervisión de David Gross. Luego, trabajó en la Universidad Harvard para la Harvard Society of Fellows como Junior Fellow y en Princeton como profesor. Estuvo por espacio de dos años en Caltech, de 1999 a 2001. Actualmente es profesor de física matemática en el Instituto de Estudios Avanzados de Princeton. Se casó con Chiara Nappi, profesora de física en la universidad de Princeton. Su hermano, Matt Witten, es guionista y productor de varias series de televisión muy conocidas como L.A. Law y House.
El trabajo de Witten combina la física teórica con las matemáticas modernas. Sus trabajos principales han sido, sobre todo, en la teoría cuántica de campos y la teoría de cuerdas, y en áreas relacionadas de la topología y de la geometría. Entre sus muchas contribuciones están su prueba de la positividad de la energía en la teoría general de la relatividad, su trabajo sobre Supersimetría, su introducción de la teoría cuántica de campos topológicos y su trabajo de simetría especular y teoría gauge, y su conjetura sobre la existencia de la teoría M.
Witten ha sido el primer físico en ganar la Medalla Fields. Un ejemplo de su impacto en las matemáticas puras lo ofrecen sus trabajos para entender el polinomio de Jones por medio de la teoría de Chern-Simons. Esto ha tenido un gran impacto en topología geométrica y conducido a los invariantes cuánticos a denominarse invariantes de Reshetikhin-Witten.
Además, Witten ha ejercido su influencia en varios problemas matemáticos que parecían irresolubles, debido a que algunos
matemáticos han encontrado que las ideas y enfoques seminales de estos, procedían de sus ideas, que habitualmente
comparte en sus seminarios de geometría y análisis en Princeton.
Es considerado el principal responsable de la segunda revolución de la teoría de cuerdas, llamada ahora teoría de supercuerdas. La teoría originalmente proponía el uso de entidades extendidas (cuerdas), para modelar el comportamiento del mundo cuántico, pero después se presentaron algunos fallos internos en ella, como el comportamiento taquiónico, además de que algunos físicos objetaban porque la teoría era mecanocuanticamente consistente solo si el número de dimensiones era de 26.
Después, en los ochenta, con algunos físicos, introduciendo la generalización conocida como grupos de supersimetría, trabajó en la teoría hasta hacerla consistente, se redujo la dimensionalidad de 26 a 10 (9 dimensiones espaciales y una temporal), se eliminó el problema taquiónico, y pasó de ser una teoría de interacciones fuertes (pues las cuerdas fueron propuestas por
algunos resultados curiosos en la resolución de ciertos diagramas de Feynman, que surgen en la teoría cuántica de campos) a ser una teoría que describe tanto el comportamiento cuántico como el de la gravedad (la buscada gravedad cuántica).

## Libros
- Michael B. Green, John H. Schwarz, Edward Witten (1988). Superstring Theory. Volume 1. Introduction. Cambridge University Press. ISBN 9780521357524.
- Michael B. Green, John H. Schwarz, Edward Witten (1988). Superstring Theory. Volume 2. Loop Amplitudes, Anomalies and Phenomenology. Cambridge University Press. ISBN 9780521357531.

## Concesiones y honores
- Beca MacArthur (1982)
- Miembro de la Academia de las Ciencias y las Artes de los Estados Unidos de América (1984)
- Miembro de la Sociedad de Física de los Estados Unidos de América (1984).
- Medalla Albert Einstein de la Sociedad Albert Einstein de Berna (1985)
- Premio Dirac (1985)
- Miembro de la Academia Nacional de Ciencias de Estados Unidos (1988)
- Doctor honoris causa por la Universidad de Brandeis (1988)
- Medalla Fields (1990)
- Medalla Madison de la Universidad de Princeton (1992)
- Doctor honoris causa por la Universidad Hebrea de Jerusalén (1993).
- Miembro de la Sociedad de Filosofía de los Estados Unidos de América (1994).
- Doctor honoris causa por la Universidad Columbia (1996).
- Medalla Oskar Klein de la Universidad de Estocolmo (1998).
- Premio Dannie Heineman (1998).
- Premio Frederic Esser Nemmers en Matemáticas (2000).
- Miembro de la Academia de Ciencias Francesa (2000).
- Medalla nacional de la Ciencia de Estados Unidos (2003).
- Apareció en la lista de las cien personas más influyentes de Time en 2004.
- Doctor honoris causa por la Universidad del Sur de California (2004).
- Doctor honoris causa por la Universidad Johns Hopkins (2005).
- Doctor honoris causa por la Universidad Harvard (2005).
- Premio Pitagora (2005)
- Doctor Honorario de la Ciencia por la Universidad de Cambridge (2006).
- Premio Henri Poincaré (2006).
- Miembro de la Academia Pontificia de las Ciencias (2006).[1] Nombrado por el papa Benedicto XVI.
- Premio Mundial de Ciencias Albert Einstein conferido por el Consejo Cultural Mundial (2016)[2]